# Eric Harris
Eric David Harris (ur. 9 kwietnia 1981 w Wichita w Kansas, zm. 20 kwietnia 1999 w Columbine koło Littleton w Kolorado) – amerykański masowy morderca, który w dniu 20 kwietnia 1999 roku razem ze swoim przyjacielem Dylanem Kleboldem dokonał masakry w Columbine High School, zabijając 13 osób i raniąc 24 inne. Była to jedna z najkrwawszych strzelanin szkolnych w dziejach USA i pozostaje jedną z najbardziej znanych strzelanin w historii. Popełnił samobójstwo wraz z Kleboldem, nim do budynku wkroczyła policja.
Urodził się w Wichita w stanie Kansas. Kiedy był dzieckiem, jego rodzina często się przeprowadzała z powodu pracy jego ojca, który był wojskowym i służył w siłach powietrznych USA.
Przyjaźnił się w szkole Columbine z członkami szkolnej kliki Mafii Długich Płaszczy, ale sam nie był jej oficjalnym członkiem; wyznacznikiem przynależności właśnie do tej grupy było noszenie czarnego długiego płaszcza, nawet w upalne dni, a Harris i Klebold nosili czasami takie ubrania, przez co mylono ich z członkami tego zrzeszenia. W opinii ekspertyz sporządzonych przez FBI po ataku, Harris wyjawiał cechy charakterystyczne dla osoby z zaburzeniami dyssocjalnymi (psychopatią), ale wzbudza to kontrowersje. Wyjawiał braki empatii i odznaczał się dużą agresją. Był on także prześladowany w szkole za swoją sylwetkę (urodził się z deformacją wklęsłą na klatce piersiowej), miał wahania nastroju, używał rasistowskiego języka, był wyraźnie nieprawidłowo leczony psychiatrycznie, a także był konsumentem wielu brutalnych treści kultury masowej – motywy Harrisa i jego towarzysza jednak wciąż pozostają przedmiotem sporów i kontrowersji. Harris powiedział też na jednym z nagrań pozostawionych na taśmach przed atakiem, że muszą wraz z Kleboldem rozpocząć rewolucję uczniów prześladowanych przez masakrę.
Harris i Klebold stali się po wielu latach od masakry ikonami popkultury – duet nastoletnich zabójców jest często przedstawiany lub wspominany w filmach i telewizji (Zabawy z bronią), grach komputerowych (Super Columbine Massacre RPG!), muzyce (Youth of the Nation, Pumped Up Kicks) i książkach (książka Columbine). W ostatnich latach wielu zamachowców, którzy atakowali swoje szkoły lub inne miejsca publiczne w krajach zachodnich, inspirowało się Harrisem i Kleboldem. Osoby inspirujące się ich działaniami lub wyrażające dla nich sympatię nazywani są Columbiners i tworzą swego rodzaju społeczność internetową. Inni tworzą cosplaye lub przebierają się w charakterystyczne ubrania Harrisa i Klebolda na Halloween.

## Życiorys
Urodził się w Wichita w stanie Kansas jako syn żołnierza sił powietrznych Wayne’a Harrisa i jego żony Katherine Harris, która zajmowała się cateringiem i okazjonalnie innymi zajęciami. W 1983 roku rodzina przeprowadziła się do Dayton w stanie Ohio; młody Harris wtedy miał 2 lata. Kilka lat później przenieśli się do Oscoda w Michigan, gdzie Harris poznał pierwszych przyjaciół w swoim wieku. W 1991 roku rodzina ponownie się przeniosła – zamieszkali w Plattsburghu w stanie Nowy Jork. Rodzina Harrisów ostatecznie sprowadziła się do Littleton w czerwcu 1993 roku kiedy ojciec Harrisa przeszedł na emeryturę z powodu cięć budżetowych.

### Nauka w szkole średniej
W 1996 poszedł do szkoły Columbine High School razem ze wcześniej poznanym kolegą Dylanem Kleboldem. Kiedy zbliżał się do wieku 18 lat, Eric wysłał zgłoszenie do korpusu Marines, ale jego zgłoszenie zostało odrzucone. Powodem odmowy był zażywany przez Erica silny lek antydepresyjny Luvox. 30 stycznia 1998 roku razem z Dylanem włamał się do furgonetki ze sprzętem elektronicznym. Po tym zdarzeniu w kwietniu został wysłany na kurs kontroli gniewu, który ukończył 9 lutego 1999 roku. Jak jednak zapisał w swoim pamiętniku, po tym zdarzeniu dyszał chęcią zemsty za przyłapanie na czynie, który uważał za swoje prawo, które nazywał prawem selekcji naturalnej.
W szkole Eric popadł w konflikt ze szkolną grupą sportowców (tzw. Jocks – osiłki, prześladowcy), a sam związał się ze szkolną grupą outsiderów, tzw. „Mafią długich płaszczy” (ang. Trenchcoat Mafia), w której jako symbol przynależności obowiązywał długi czarny płaszcz, noszony nieraz nawet w upalne dni, ale nie był jej członkiem, przyjaźniąc się jedynie z osobami należącymi do niej. Pomimo zatargów ze szkolnymi sportowcami Eric dobrze się uczył i miał spore postępy w nauce. Z zapisu na taśmach i wpisów z pamiętnika wynika jednak, że Eric nienawidził sytuacji w swojej szkole. Po masakrze w szkole członkowie „Mafii” zeznali, że nie znali planów Harrisa i Klebolda.

## Przyjaźnie i osobowość
Harris, poza Kleboldem, miał wielu innych przyjaciół – najbardziej przyjaźnił się między innymi z Christopherem Morrisem, Brooksem Brownem (chociaż później się z nim pokłócił i wygrażał mu we wpisach w internecie) i Zacharym Hecklerem.
Harris pracował razem z Kleboldem i kilkoma innymi przyjaciółmi w pizzerii Blackjack Pizza – Eric i Dylan często chodzili też razem na kręgle, grali w grę komputerową Doom i brali udział wspólnie w różnych przedsięwzięciach w szkole. Szkolni prześladowcy często zaczęli ich wyzywać od homoseksualistów z powodu ich bliskiej przyjaźni; w rzeczywistości Harris i Klebold byli heteroseksualni i nie ma żadnych dowodów na jakiekolwiek homoseksualne zachowania z ich strony.
Harris był opisywany przez wiele osób zarówno jako charyzmatyczny i dający się lubić, ale równocześnie często miał napady nagłej złości kiedy coś nie szło po jego myśli.

## Pamiętnik i plany
W swoim pamiętniku Eric prowadził nie tylko zapisy dotyczące swego życia i przemyśleń życiowych, zawarł w nim również schematy planów dokonania ataku na szkołę w taki sposób, aby dokonać największych zniszczeń i zadania śmierci jak największej liczbie uczniów i pracowników. W dzienniku są też rysunki przedstawiające sposoby ukrycia broni pod ubraniem w taki sposób, aby możliwe było wniesienie jej na teren szkoły niepostrzeżenie oraz schematy bomb. Przygotowania rozpoczęte rok wcześniej Eric z Dylanem upamiętniali na taśmach video oraz w swych pamiętnikach – filmy nakręcać zaczęli już przed strzelaniną, a ostatni z filmów nagrali na pół godziny przed strzelaniną (w filmie tym, nieudostępnionym opinii publicznej, żegnali się z rodzinami i tłumaczyli, dlaczego to robią).

## Masakra
Harris i Klebold nabyli ich broń palną za pośrednictwem przyjaciół, których wykorzystali, ponieważ nie wiedzieli oni w jakim celu ta dwójka nastolatków chce jej użyć; w dniu 20 kwietnia 1999 roku weszli na teren Columbine High School i dokonali masakry. Chwilę przed masakrą, kiedy obaj sprawcy wypakowywali z samochodów bomby (które, podłożone na stołówce szkolnej, ostatecznie nie wybuchły), Harris spotkał Brooksa Browna i pogodził się z nim po wcześniejszej kłótni. Harris zastrzelił 8 osób podczas tej masakry – Rachel Scott przed budynkiem szkoły, Daniela Rohrbougha również przed budynkiem, Williama Sandersa – nauczyciela – na korytarzu, Stevena Curnowa, Cassie Bernall, Isaiaha Shoelsa, Kelly Fleming i Daniela Mausera – tych ostatnich w szkolnej bibliotece, po czym popełnił samobójstwo wraz z Dylanem, także w bibliotece.
Harris zastrzelił się przy użyciu swojej strzelby typu Savage przez strzał w podniebienie.

## Motyw
Harris wyjawiał zafascynowanie destrukcją i groził wielokrotnie innym osobom, zarówno wprost i nie, podłożeniem im bomby pod ich adres zamieszkania czy zastrzeleniem ich. W dzienniku wypisał powody dla których chciałby zabijać ludzi. Fascynował się także nazizmem i postacią Adolfa Hitlera. Z drugiej strony, lubił muzykę zespołów industrialnych, które w tekstach piosenek wyrażały sprzeciw wobec nazizmu i brutalności jak KMFDM. Podczas ataku Harris był ubrany w białą koszulkę z czarnym napisem Natural Selection (selekcja naturalna) i wielokrotnie nawiązywał do tego terminu w swoim pamiętniku.
Harris był prześladowany w szkole, przede wszystkim z powodu wyglądu jego klatki piersiowej, która była wklęsła. Powiedział na jednej z taśm, które razem nagrali z Kleboldem przed masakrą, że muszą oni rozpętać rewolucję szkolnych wyrzutków.
Eric brał antydepresanty SSRI, co mogło wpływać na jego gniew i ogólnie emocje. Autopsja jego zwłok wykazała, że w momencie ataku miał w krwiobiegu fluwoksaminę – substancję zawartą w leku Luvox. Nie wiadomo jednak, na ile ten fakt mógł wpłynąć na działania Erica, a wszystko wskazuje, że sama masakra była planowana od dawna i nie była aktem impulsywnym.
W 2011 roku miejscowe władze zniszczyły taśmy nagrane przez sprawców – wcześniej odmówiły ich ujawnienia publicznie, bojąc się, że zainspirują one naśladowców. Wiele osób później argumentowało, że ujawnienie taśm mogłoby być pomocne w lepszym ustaleniu charakterystyki psychologicznej sprawców.
Media próbowały wyjaśnić motyw sprawców na własną rękę po ataku, przez co doprowadziły do nagonki na wiele osób, które zaczęły być oskarżane o to iż rzekomo sprowokowały sprawców do zbrodni jak kontrowersyjny muzyk industrialny Marilyn Manson, który wobec linczu medialnego wycofał się ze sceny w trosce o swoje bezpieczeństwo; później okazało się, że zarzuty wobec Mansona były w całości nieprawdziwe, a Harris i Klebold nie przepadali specjalnie za jego utworami.
Harris w opinii wielu wyjawiał cechy psychopaty, m.in. urojenia wielkościowe, pogardę dla reguł prawa i brak empatii oraz poważne napady złości.
Motyw Harrisa jest niejasny, prawdopodobnie było wiele czynników, które na niego wpływały – prześladowanie w szkole, zaburzenia psychiczne, problemy w relacjach z rówieśnikami, odrzucenie przez kilka dziewcząt, a także fascynacja skrajną brutalnością.

## Naśladowcy
Po ataku w Columbine było wielu naśladowców, którzy inspirowali się sprawcami. Kilku z nich szczególnie fascynowało się Harrisem. Alvaro Castillo, który w sierpniu 2006 roku zastrzelił swojego ojca i ranił dwóch uczniów w szkole w Karolinie Północnej, miał na sobie koszulkę z napisem Natural Selection, tak jak Harris i wyrażał wobec niego uczucia miłosne w pamiętniku. Sprawca masakry w Tuusula Pekka-Eric Auvinen wielokrotnie nawiązywał do Harrisa w swoich wpisach w internecie. Napastnik z supermarketu z miejscowości Eaton Township w Pensylwanii, Randy Stair, wykonał sobie 3 koszulki z napisem Natural Selection przed atakiem. Nastolatek Łukasz Wach, który zabił w Chełmie w 2020 roku swoją przybraną matkę i usiłował dokonać ostrymi narzędziami zamachu na tamtejszy dom kultury, nazwał się w internecie Reb, identycznie jak Harris i posiadał zdjęcia sprawców na swoich profilach w internecie. Zamachowiec z Kerczu Władisław Roslakow, który w 2018 roku zabił w ataku na własne technikum 20 osób i ranił 70 innych, był przebrany za Erica Harrisa podczas masakry.